# Fürstbischöfliches Schloss Münster
Le Fürstbischöfliches Schloss (littéralement château du prince-évêque) de  Münster en Westphalie est la résidence de l’avant-dernier prince-évêque Maximilien-Frédéric de Königsegg-Rothenfels, construit dans les années 1767 à 1787 en style  baroque par l'architecte Johann Conrad Schlaun. Depuis 1954, il abrite le siège et est le symbole de l'Université de Münster. Le château est construit en briques et en grès de Baumberg (de).

## Description

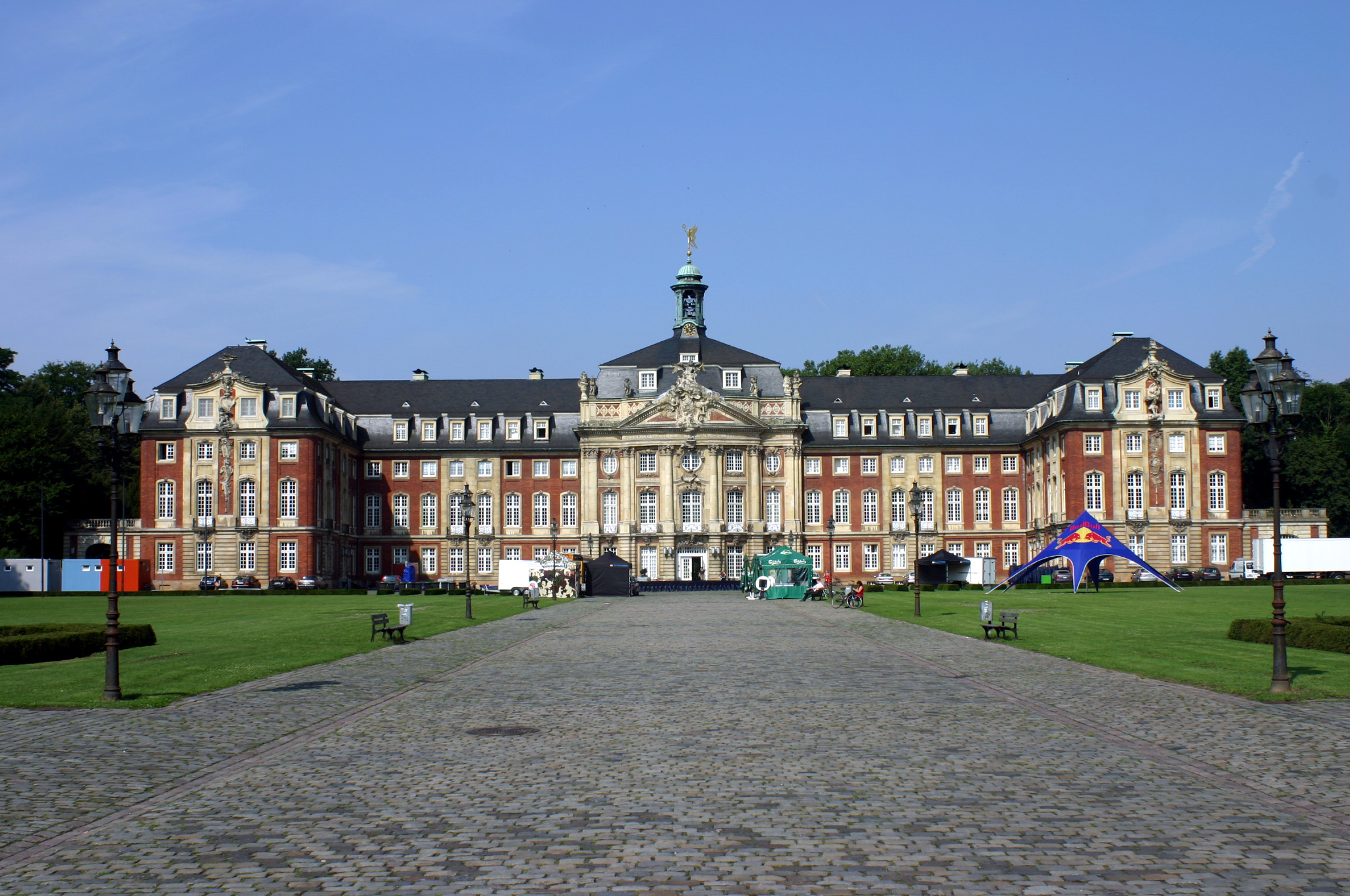
Façade du château

Schlaun a conçu le château sur le plan d'une résidence du haut-baroque. Le matériau choisi est la combinaison entre le grès de Baumberg clair pour les corniches, les pilastres et les objets décoratifs, et les briques rouges pour les surfaces planes. Cette combinaison est une caractéristique de l'architecture de Schlaun. Au-dessus du rez-de-chaussée destiné principalement à la gestion, se trouve l'« étage noble », et encore au-dessus un deuxième étage bas à destination de logements et de greniers. Le volume du bâtiment présente une symétrie parfaite. Le bâtiment principal, orienté nord-sud, est doté à ses côtés de deux courtes ailes de même hauteur, orientées vers l'est, qui encadrent une vaste cour d'honneur. L'ensemble est conçu pour attirer l’attention du spectateur venant de la ville vers l'avant-corps semi-circulaire, plus haut que le corps du bâtiment, avec le portail principal et surmonté d'une lanterne. La façade est ornée d'un pignon en style faussement antique et d'une  apothéose aux armoiries du prince-évêque avec des anges musiciens. Typique pour le style de Schlaun,  elle est en double courbure, concave et convexe.

## Histoire

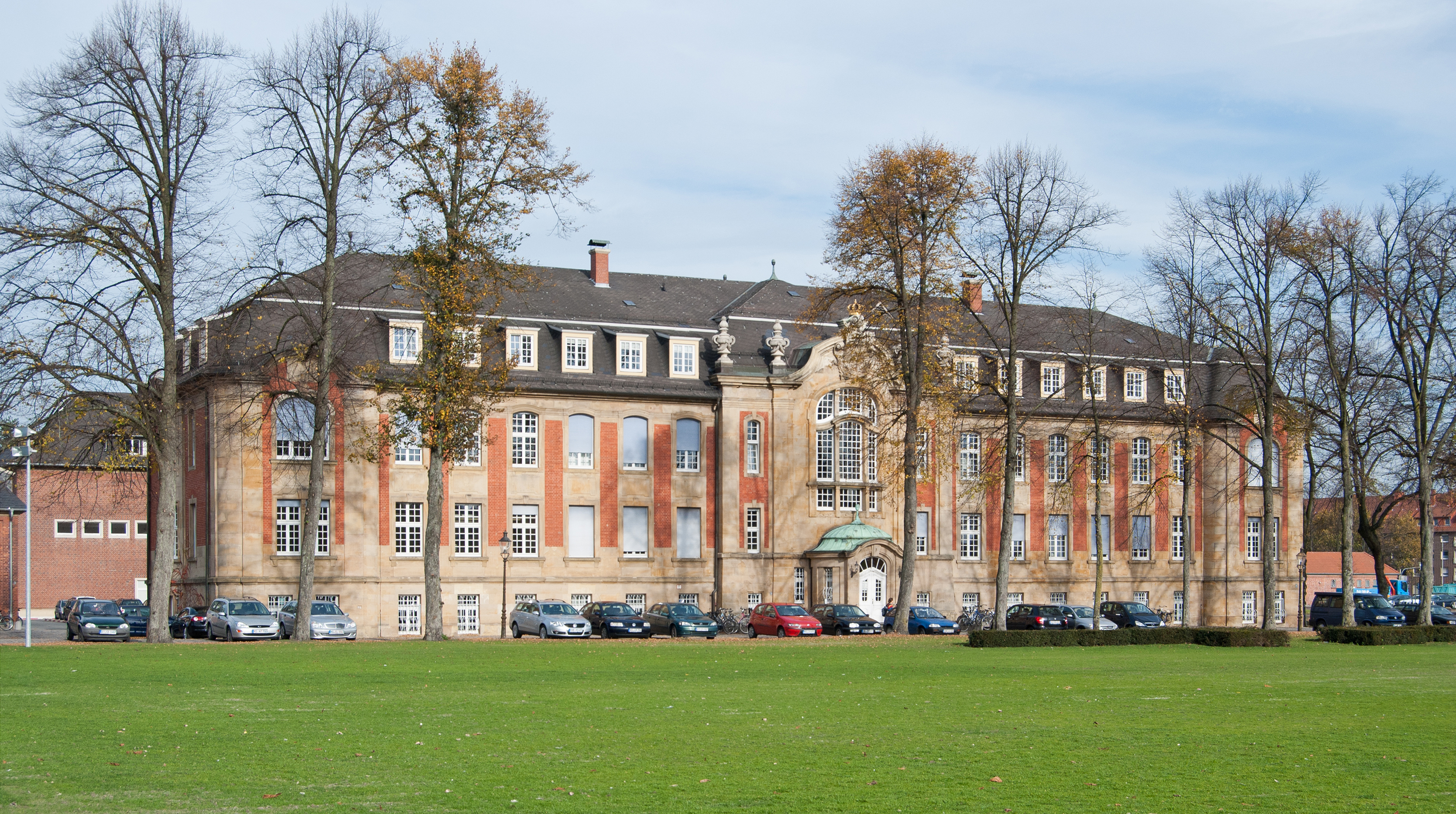
L'ancien Oberpräsidium de la Province de Westphalie, à la place de l'ancienne écurie nord.

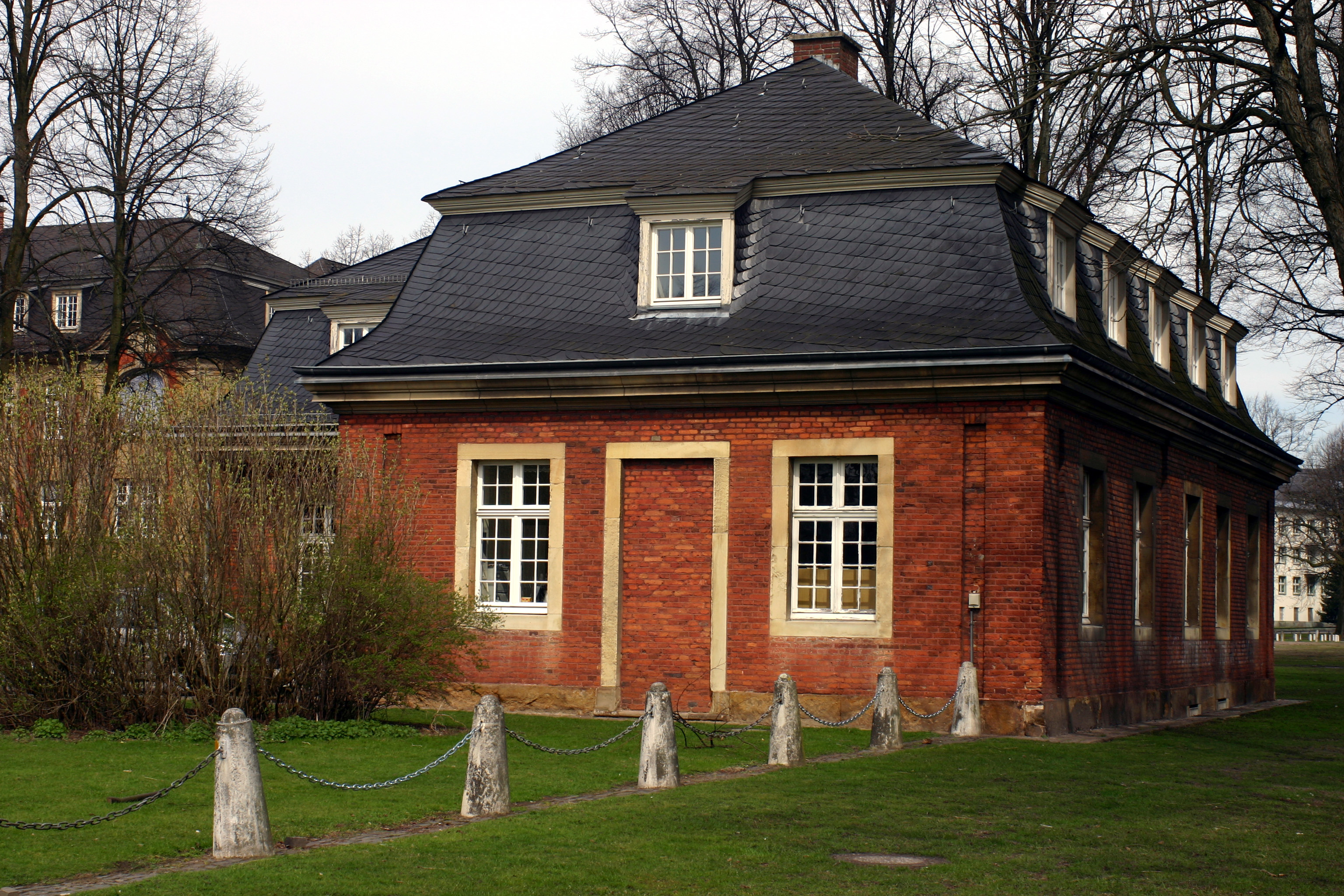
Le bâtiment de garde nord. Les deux bâtisses sont aussi appelées Cavaliershäuschen.

### Construction
C'est après les destructions de la ville durant la guerre de Sept Ans que François de Fürstenberg (de), ministre pour Münster du prince-évêque Maximilien François de Königsegg-Rothenfels dirige la démolition des fortifications.
Les premiers plans de Johann Conrad Schlaun pour la construction d'une résidence datent de 1732. C'est seulement après la fin de la guerre de Sept Ans et la démolition des fortifications de la ville de Münster que le prince-évêque, principalement à la demande de la noblesse de Münster, signe l’ordre de construction  d'un palais résidentiel sur le site de l'ancienne citadelle. La construction dure de 1767 à 1787. La première pierre est posée  le 26 août 1767.
Pour la construction, Johann Conrad Schlaun établit un « plan général » d'orientation des travaux.
Il prévoyait des écuries des deux côtés devant le château. Derrière ces deux bâtiments, d'autres dépendances devaient suivre. À l'avant étaient prévus deux postes de garde, également connus sous le nom de « Kavalierhäuser » qui délimitaient la cour d'honneur devant le château, tandis que le Schlossplatz  (à l'époque encore appelé « Neuplatz ») devait être un grand espace vert entre le château et la ville. Sur l'arrière du château Schlaun planifiait un grand jardin à la française.
À la mort de  Schlaun en 1773, l'extérieur du château, l'écurie nord, le poste de garde nord et l'intérieur de l'aile sud étaient terminées. Le successeur de Schlaun, Wilhelm Ferdinand Lipper (de) est un adepte du néo-classicisme. Il ne modifie pas la façade, mais réalise l'intérieur en style néo-classique. Lipper construit le poste de garde sud. L'écurie sud et les autres dépendances n'ont pas été construites. Le jardin, prévu à la française, est réalisé en style anglais.

### Usage comme résidence

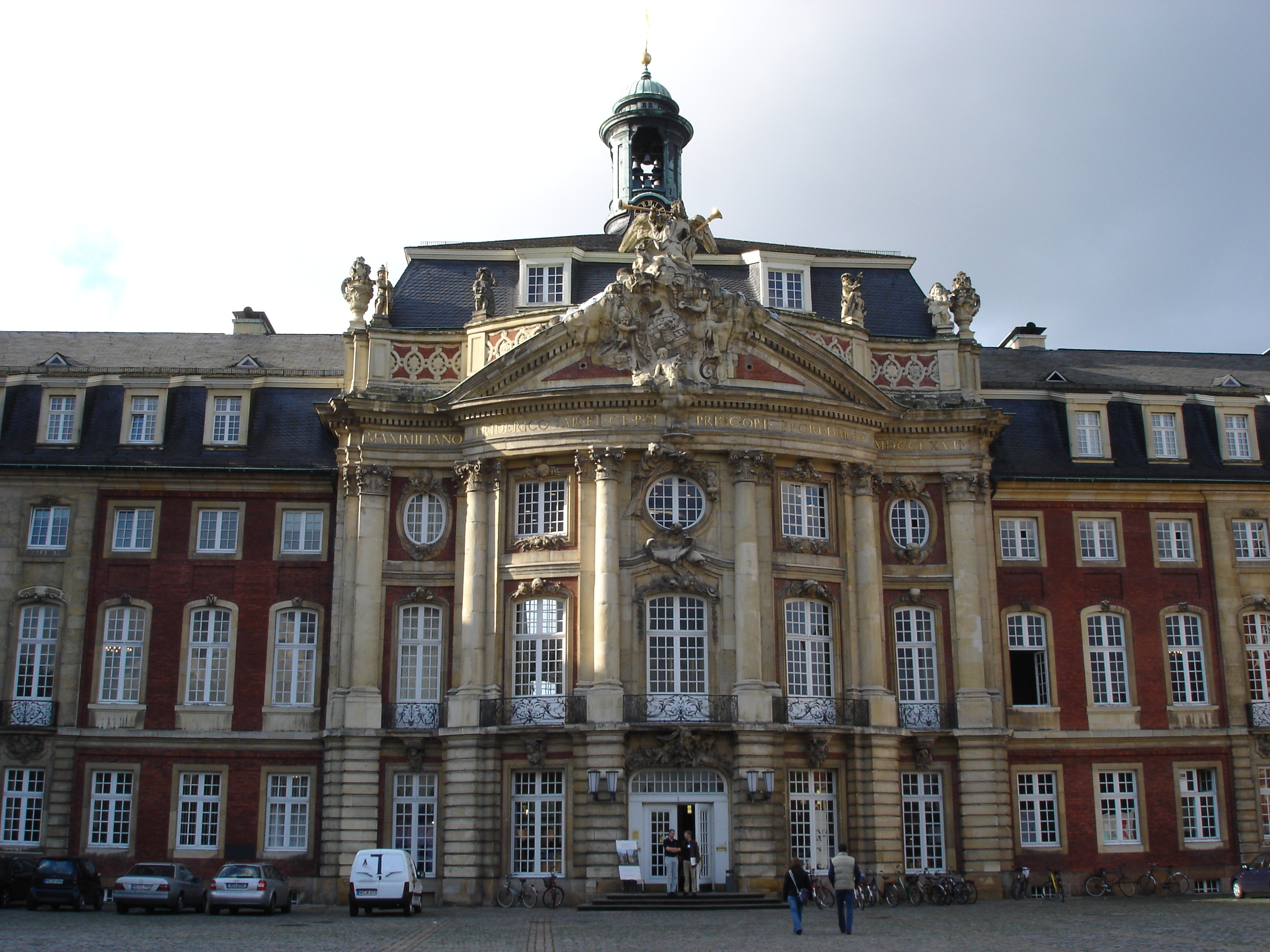
Vue de l’entrée principale.

Le donneur d'ordre, le prince-évêque Maximilien Frédéric, meurt en 1784, trois ans avant la fin des travaux. Son successeur Maximilien François d'Autriche qui, comme  Maximilien Frédéric, est aussi prince-archevêque de l'archidiocèse de Cologne, séjourne plutôt dans sa résidence de prince-électeur à  Bonn qu'à Münster. Avec la fin de la Principauté épiscopale de Münster décidée par le recès de la Diète d'Empire de 1803 le château perd la fonction pour laquelle il a été prévu.
En 1803 le gouverneur civile prussien  Heinrich Friedrich Karl vom Stein et le feld-maréchal Gebhard Leberecht von Blücher entrent au château. À partir 1815 le château est le siège du Oberpräsident et du général commandant la province de Westphalie.

### Le château durant la période du national-socialisme
Durant la période national-socialiste, le rez-de-chaussée est le siège du Staatshochbauamt.Alfred Meyer,  le Gauleiter de la Westfalie du Nord Westfalen-Nord habite au deuxième étage. Dans la cave, plusieurs abris anti-aériens sont construits. Des dispositions anti-incendies sont prises, des portes anti-feu sont revêtues de tôle, des conteneurs pour eau et sable sont installés. De janvier à avril 1943 a lieu une exposition d'œuvres d'art avec des peintures et sculptures. 
La place du château sert plusieurs fois de lieu de rassemblement du Gau Westfalie du Nord

### Destructions de la Seconde Guerre mondiale
Pendant la Seconde Guerre mondiale, le château est gravement endommagé. La première bombe est tombée en 1941 et a touché le toit, mais le feu peut être éteint. Les bombes qui explosent sur la place du château détruisent les fenêtres de la façade avant. Ces dommages ont pu être  réparés.
Le 25 mars 1945, le château est touché par plusieurs bombes incendiaires et brûle pendant plusieurs jours parce que les pompiers ne pouvaient transporter leur matériel sur les routes détruites au château. Malgré l'incendie, divers éléments de l'équipement intérieur (portes, meubles, textiles et des panneaux muraux) sont sauvés. Du château lui-même, seuls les murs extérieurs sont restés en grande partie intacts. Dès novembre 1945, certaines parties de l’aile nord sont louées à des artisans. Seule subsiste de l'édifice historique l'ancienne chapelle du château dans l'aile sud du château. 

### Reconstruction

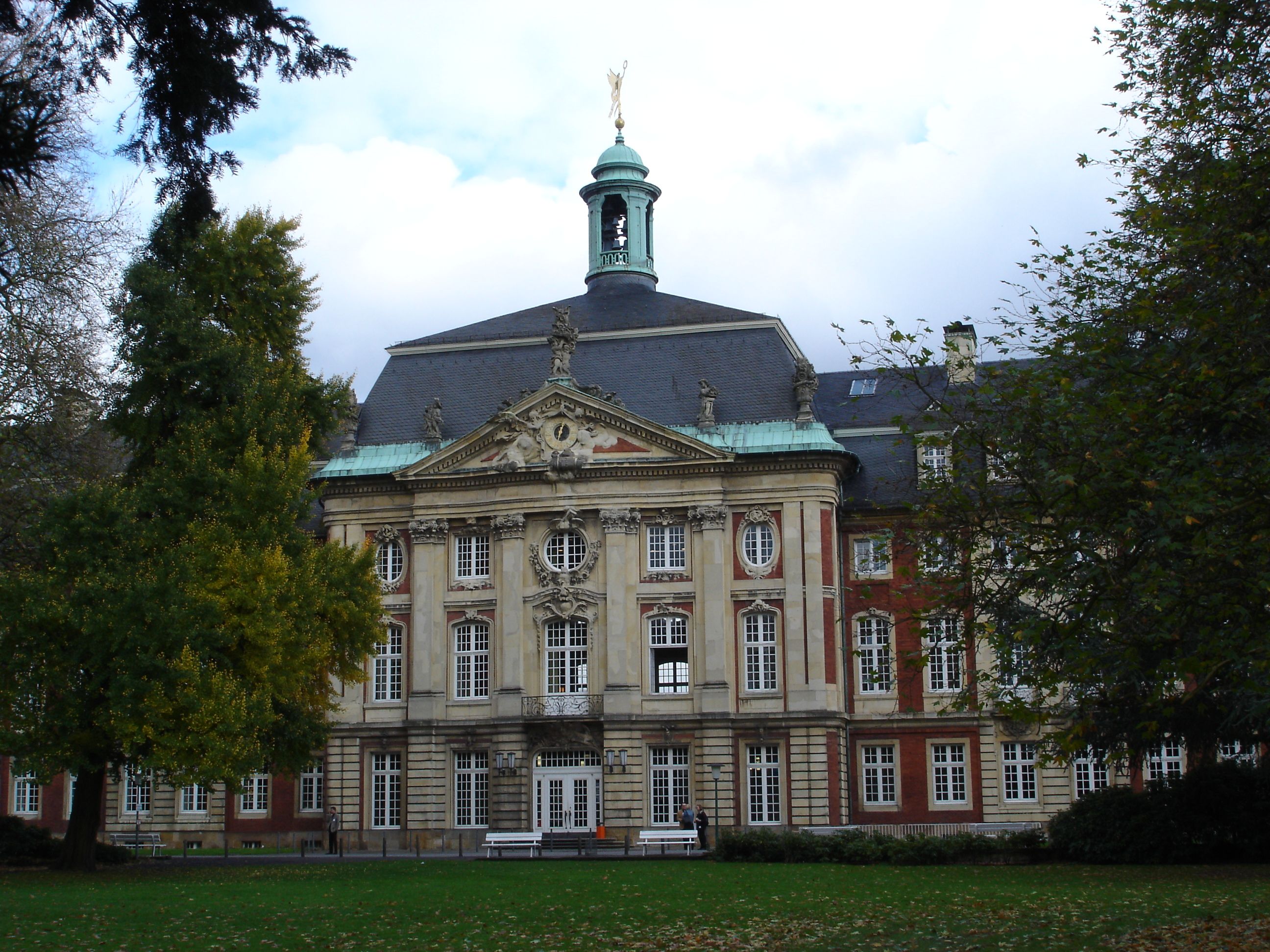
Entrée arrière avec la déesse de la victoire Niké sur la pointe du lanterneau.

Après l'incendie, les ruines étaient livrées  aux intempéries. Une protection provisoire n’a pu être installée parce que le bois manquait pour les échafaudages. Les forces d'occupation britanniques manifestent l'intention de démolir les restes du château, pour faire place à aux unités d'équipement de leurs troupes. Ce plan est abandonné après de  véhémentes manifestations de l'administration  allemande. À partir de 1946, la reconstruction peut commencer. Les bâtiments sont classés comme  « moins endommagés » que d'autres.  Le conservateur provincial Wilhelm Rave (de) propose des plans de reconstruction en vue d'utiliser le bâtiment comme siège administratif et de conférences de l'université, en remplacement des bâtiments universitaires totalement détruits. Le Ministère de la reconstruction et le district de Münster acceptent ces plans. Le permis de construire est délivré en avril 1947, et le matériel lourd maintenant disponible permet d'achever l'enlèvement des parties détruites.
Les premiers cours universitaires sont donnés en janvier 1949, les travaux sont achevés en juillet 1950.
En 1954, le château devient le siège officiel de l'université de Münster.